# Жещинка
Жещинка (пол. Żeszczynka) — деревня в Бяльском повете Люблинского воеводства Польши. Входит в состав гмины Соснувка. По данным переписи 2011 года, в деревне проживало 273 человека.

## География
Деревня расположена на востоке Польши, на расстоянии приблизительно 29 километров к юго-востоку от города Бяла-Подляска, административного центра повета. Абсолютная высота — 156 метров над уровнем моря. К югу от населённого пункта проходит национальная автодорога 63.

## История
В конце XVIII века входила в состав Брестского повета Берестейского воеводства Великого княжества Литовского.
Согласно «Справочной книжке Седлецкой губернии на 1875 год» деревня входила в состав гмины Романов Влодавского уезда Седлецкой губернии.
В период с 1975 по 1998 годы деревня входила в состав Бяльскоподляского воеводства.

## Население
Демографическая структура по состоянию на 31 марта 2011 года:
|         | Всего | До трудоспособного возраста | Трудоспособного возраста | Старше трудоспособного возраста |
| ------- | ----- | --------------------------- | ------------------------ | ------------------------------- |
| Мужчины | 127   | 14                          | 87                       | 26                              |
| Женщины | 146   | 22                          | 72                       | 52                              |
| Всего   | 273   | 36                          | 159                      | 78                              |